# GJ 682
GJ 682 – gwiazda w gwiazdozbiorze Skorpiona, położona w odległości 16,3 lat świetlnych od Słońca. Jest to jedna z gwiazd najbliższych Układowi Słonecznemu, ma układ planetarny.

## Charakterystyka
Jej jasność wizualna to 10,95m, jest zatem bardzo słaba i można ją dostrzec dopiero po uzbrojeniu oka w lornetkę lub teleskop.
GJ 682 zalicza się do czerwonych karłów, należy do typu widmowego M3,5. Ma temperaturę około 3028 K i masę ok. 27% masy Słońca. Także jego promień to około 27% promienia Słońca, a jasność tej gwiazdy to ok. 0,2% jasności Słońca.

## Układ planetarny
Gwiazdę okrążają dwie planety odkryte w 2014 roku. Bliższa ma masę 4,4, a dalsza 8,7 M🜨. Planeta b krąży w obszarze ekosfery układu, dociera do niej strumień promieniowania równy 0,31 tego, który dociera do Ziemi. Współczynnik podobieństwa do Ziemi dla tej planety to 0,57.